# Álvaro de Bazán (1526-1588)
Álvaro de Bazán, marchese di Santa Cruz (Granada, 12 dicembre 1526 – Lisbona, 9 febbraio 1588), è stato un generale spagnolo.

## Biografia
Nominato dall'imperatore Carlo V capitano generale, nel 1564 condusse un'azione contro gli Ottomani e nel 1571 fu comandante di riserva della flotta spagnola nella Battaglia di Lepanto.
Nel 1582 prese parte alla guerra di successione portoghese che si sarebbe conclusa con l'unificazione Spagna-Portogallo sotto Filippo II di Spagna (Unione Iberica). Bazán consigliò al re l'invasione dell'Inghilterra, ma morì prima di poter prendere iniziative.